# 岡崎市シビックセンター

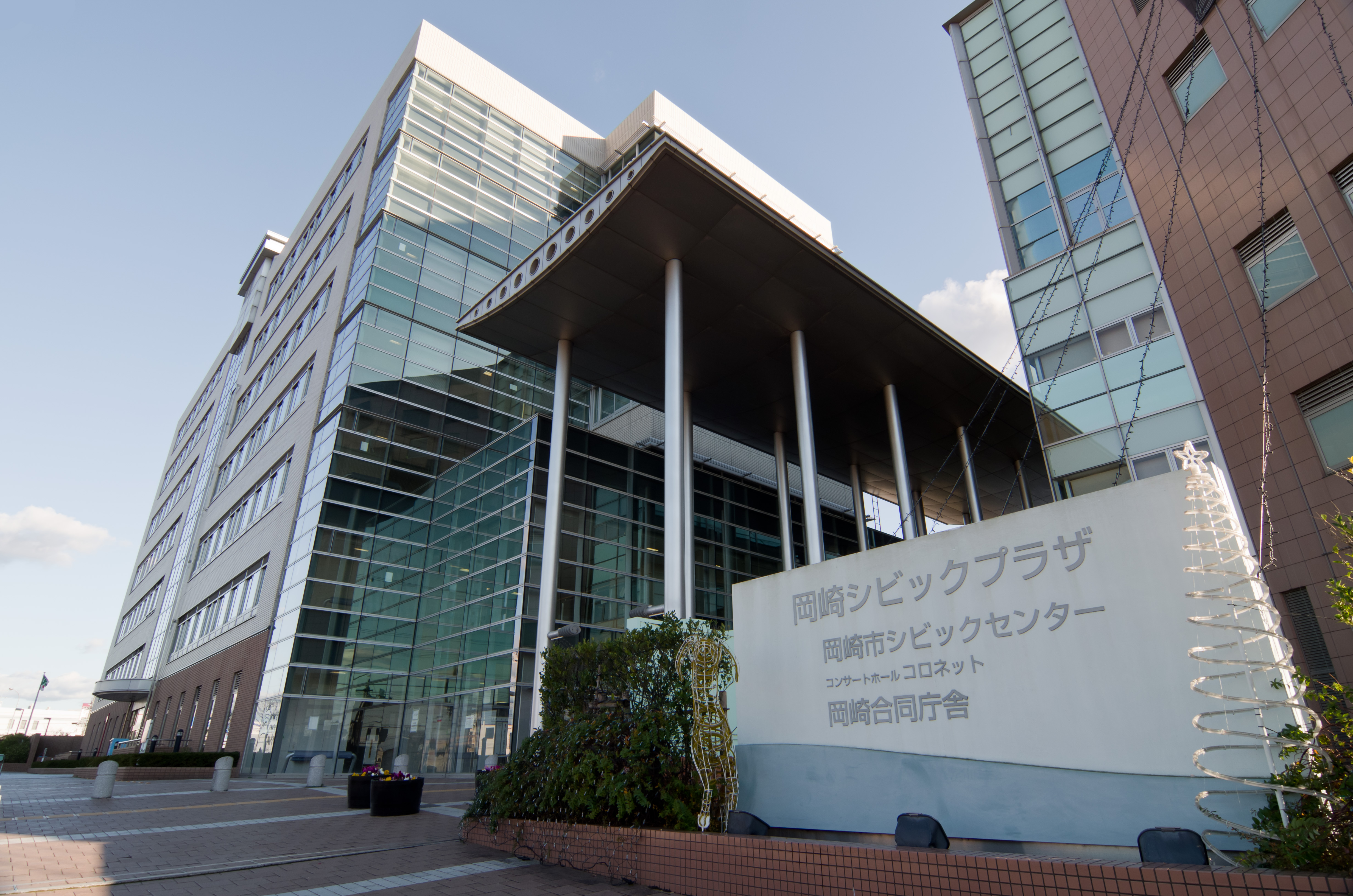
北側から撮影。
岡崎地方合同庁舎（左）と岡崎市シビックセンター。

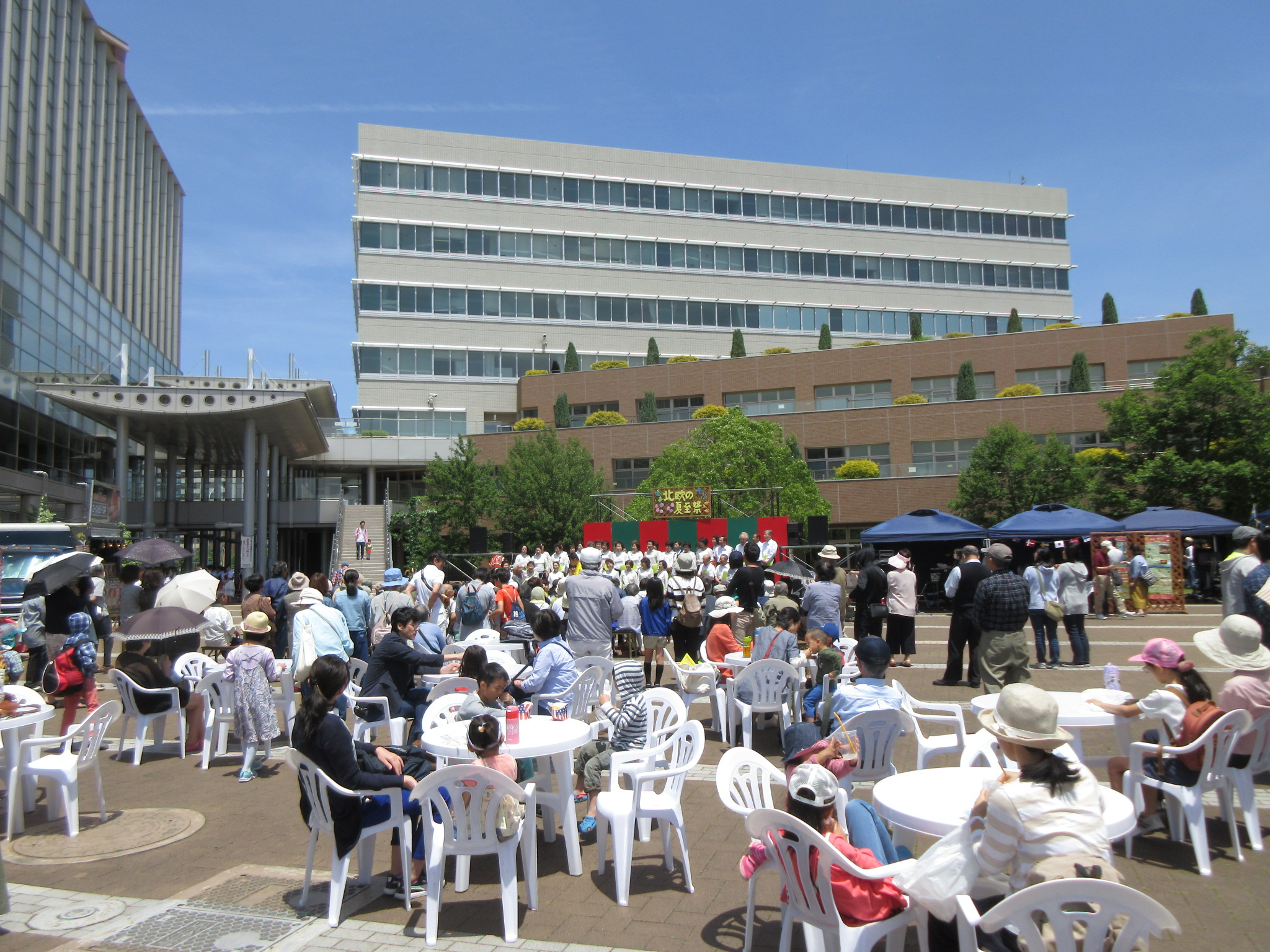
南側から撮影。
岡崎市シビックセンター（左）と岡崎地方合同庁舎。

岡崎市シビックセンター（おかざきしシビックセンター）は、愛知県岡崎市羽根町にある公共施設である。各教室や図書館のほか、大ホールが設けられている。なお、岡崎市シビックセンターと隣接する岡崎地方合同庁舎とを合わせて『岡崎シビックプラザ』と呼ぶ。

## 概要
岡崎駅東地区の土地区画整理事業の一環として2002年（平成14年）4月22日に開館した。市南部の交流拠点、行政窓口として岡崎支所、図書館や貸しホールなどを設置している。2階の公証役場や司法書士会、土地家屋調査士会は、隣接する合同庁舎と渡り廊下でつながれ、利便性を提供している。4階には、市で初となる音楽専用ホール「コロネット」（425席）を備えている。
建物は1988年（昭和63年）に解体された「南部公会堂」の面影を一部で再現するかたちでデザインされ、ハートビル法を適用している。また、地下には備蓄庫を設置し、災害時の拠点にもなる。
一方、合同庁舎は岡崎税務署、名古屋法務局岡崎支所、名古屋地方検察庁岡崎支部・岡崎区検察庁、岡崎公共職業安定所、岡崎労働基準監督署、東海農政局岡崎統計・情報センターが入居している。

## 歴史
現在岡崎市シビックセンターがある場所にはもともと森永製菓岡崎工場が建てられていた。キャラメル、ビスケット、チョコレート工場など40棟の建物があった。岡崎工場の閉鎖が決まると、市は1980年3月21日、岡崎市土地開発公社を通じて工場跡地につき森永製菓と売買契約を結んだ。購入金額は建物解体費を差し引いた18億円。同年9月30日、岡崎工場が閉鎖される。
市が取得した2万3,501平方メートルの跡地は、1981年（昭和56年）7月から市の総合現業事務所、倉庫および資料収納庫として使用された。
岡崎駅の東地区は1991年（平成3年）から土地区画整理事業が進行していた。1996年（平成8年）2月29日、建設省（現・国土交通省）の進めていた「シビックコア地区整備計画」の第1号として、埼玉県浦和市（現在のさいたま市）、北海道釧路市とともに選定された。シビックコア地区の北端に位置する場所に合同庁舎を建設し、国の行政施設を集中することが決定した。市側も市南部の交流拠点の建設を決定し、音楽ホールなどを備えた施設の計画を策定した。市は岡崎地方合同庁舎の建設用地として、5,850平方メートルの土地を14億1,277万5,000円で国に売却した。
シビックセンターは2001年（平成13年）5月19日に着工。10月23日、愛称の公募の結果、合同庁舎とシビックセンターの総称として「岡崎シビックプラザ」、音楽ホールを「コロネット」とすることが決定した。合同庁舎は、同年12月25日の岡崎税務署を皮切りに出先機関の移転を開始し、2002年（平成14年）1月30日に完成式典を開いた。一方のシビックセンターは4月22日に開館し、岡崎駅西側にあった南部市民センターや岡崎支所が入居した。
2008年（平成20年）には、内田修ジャズコレクション資料室が岡崎市図書館交流プラザの開館にあわせて移転した。2009年（平成21年）4月1日からは、サントリーパブリシティサービス・トーエネック・名古屋ビルサービス・ピーアンドピーの共同事業体を指定管理者とする運営が始まり、従来の窓口業務から拡大して企画や広報までを委託運営することとなった。

## 施設
南部市民センターは、3万冊の図書を所蔵する図書室をはじめ、料理講習室や体育集会室、第1・2和室、第1～4講習室を設置している。第4講習室には電気窯を設置しており、陶芸教室としても利用できる。
音楽ホール「コロネット」は、花冠を意味する英語の"coronet"からとられている。3階に入り口が設けられ、4階にエスカレーターで上がるような構造を持つ。客席は425席あり、親子席も備えている。このほか、楽屋4室と、3階にリハーサル室2室を設置している。
このほか、1階に展示・情報コーナーが設置されており、ミクスネットワークと東邦ガスがそれぞれ展示を行っている。また音楽情報コーナーには、国内の音楽イベントのチラシやコミュニケーションボードを設置をしている。

## 年間行事
冬季期間中に外壁にイルミネーションが設置、点灯される。
夏祭り・シビックセンター祭りがある。

## 交通

### 公共交通機関
- JR東海道本線 / 愛知環状鉄道・愛知環状鉄道線 岡崎駅より徒歩で約5分。
- 名鉄バス、名鉄東部交通バス「岡崎市シビックセンター」バス停下車。

### 自動車
- 立体駐車場（223台）
- 北駐車場（100台）